# Citroën Bijou
Citroën Bijou – samochód osobowy, małe coupé montowane w latach 1959−1964 przez francuską firmę Citroën w angielskiej fabryce zlokalizowanej w Slough. Oparte było na modelu 2CV.

## Historia
Nadwozie było wykonane z włókna szklanego, do napędu służył znany z 2CV dwucylindrowy silnik o pojemności 425 cm³, generujący moc 12 koni parowych. Powstało 207 egzemplarzy, plus 2 prototypy.
W 1960 samochód został przetestowany przez brytyjski magazyn motoryzacyjny The Motor. Zmierzono prędkość maksymalną równą 71,9 km/h, czas przyspieszenia od 0 do 60 km/h zajął 41,7 s. Średnie zmierzone zużycie paliwa na 100 km wyniosło 4,75 l. Testowany egzemplarz kosztował 695 funtów, w cenę wliczono podatki.

## Galeria

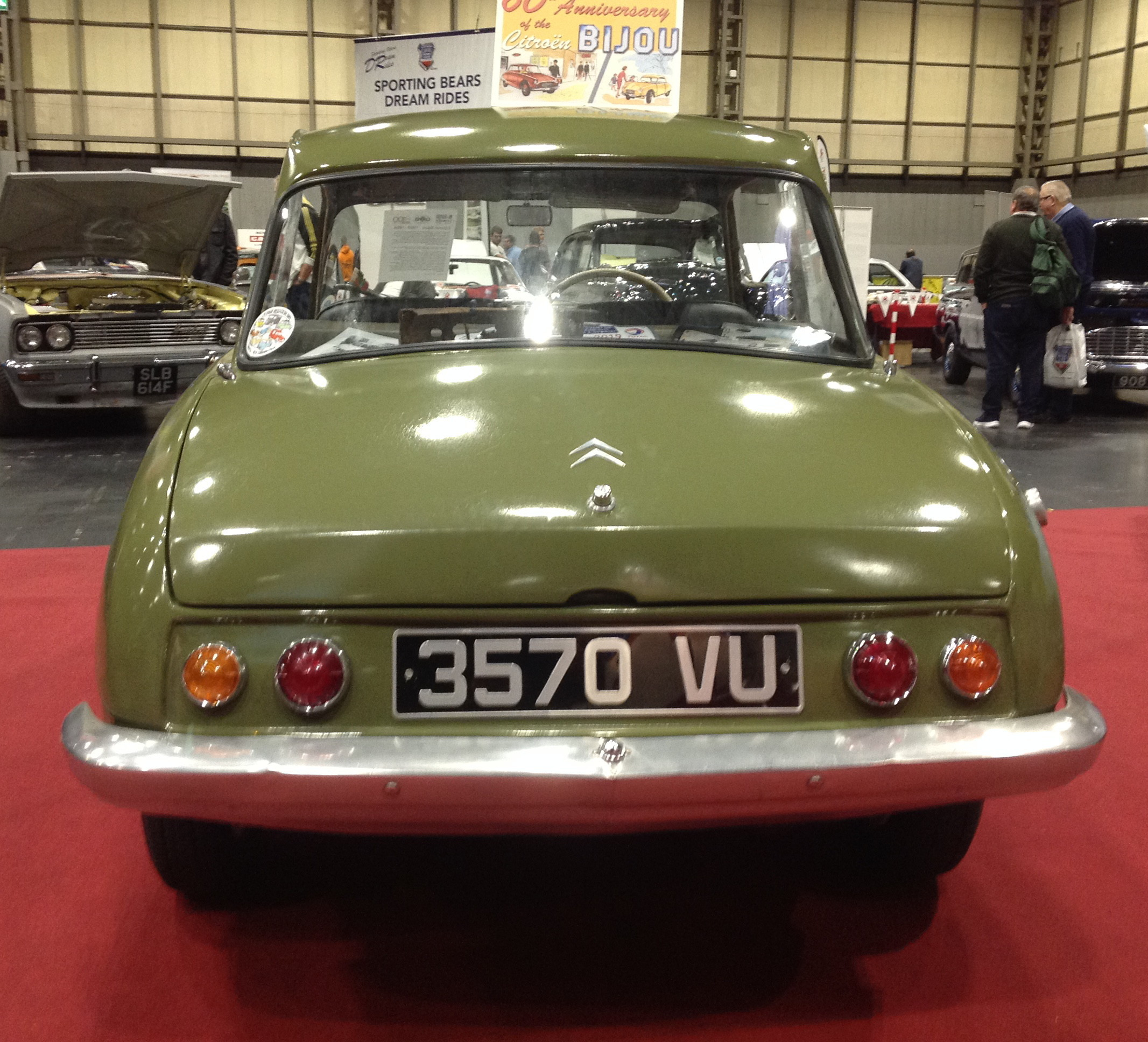
Tył
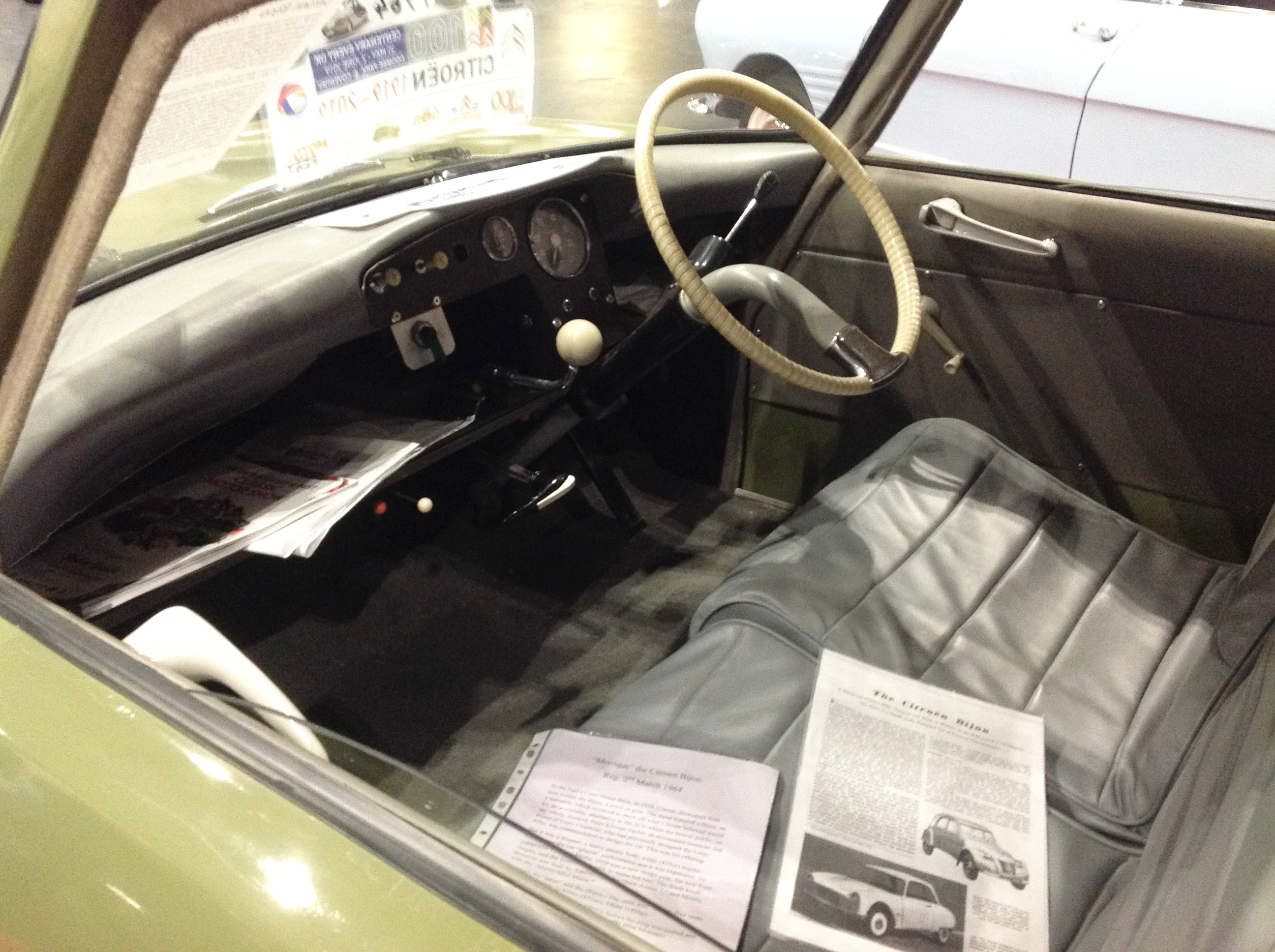
Deska rozdzielcza